# سایمون رابرتس
سایمون رابرتس (انگلیسی: Simon Roberts) بازیگر اهل بریتانیا است.
از فیلم‌ها یا مجموعه‌های تلویزیونی که وی در آن‌ها نقش داشته‌است، می‌توان به پوآرو اشاره نمود.